# Campylocentrum cornejoi
Campylocentrum cornejoi är en orkidéart som beskrevs av Dodson. Campylocentrum cornejoi ingår i släktet Campylocentrum och familjen orkidéer. Inga underarter finns listade i Catalogue of Life.